# Justus von Liebig
Justus von Liebig (Darmstadt, 12 maggio 1803 – Monaco di Baviera, 18 aprile 1873) è stato un chimico tedesco che ha dato importanti contributi alla chimica per l'agricoltura, alla biochimica e all'organizzazione della chimica organica.
Von Liebig con le sue ricerche migliorò l'analisi organica e applicò all'agronomia la scoperta dello svizzero Nicolas-Théodore de Saussure, il quale capì che le piante si nutrono di anidride carbonica tratta dall'aria e di sostanze minerali prelevate dal suolo. Secondo Liebig anche l'azoto è fondamentalmente ricavato dall'atmosfera. Il chimico tedesco basò la sua teoria agronomica sull'assunto che il fosforo sia il più importante degli elementi che occorre restituire al terreno. Tra le sue molte e varie scoperte, vi fu un metodo per trasformare rapidamente l'etanolo in acido acetico.

## Biografia

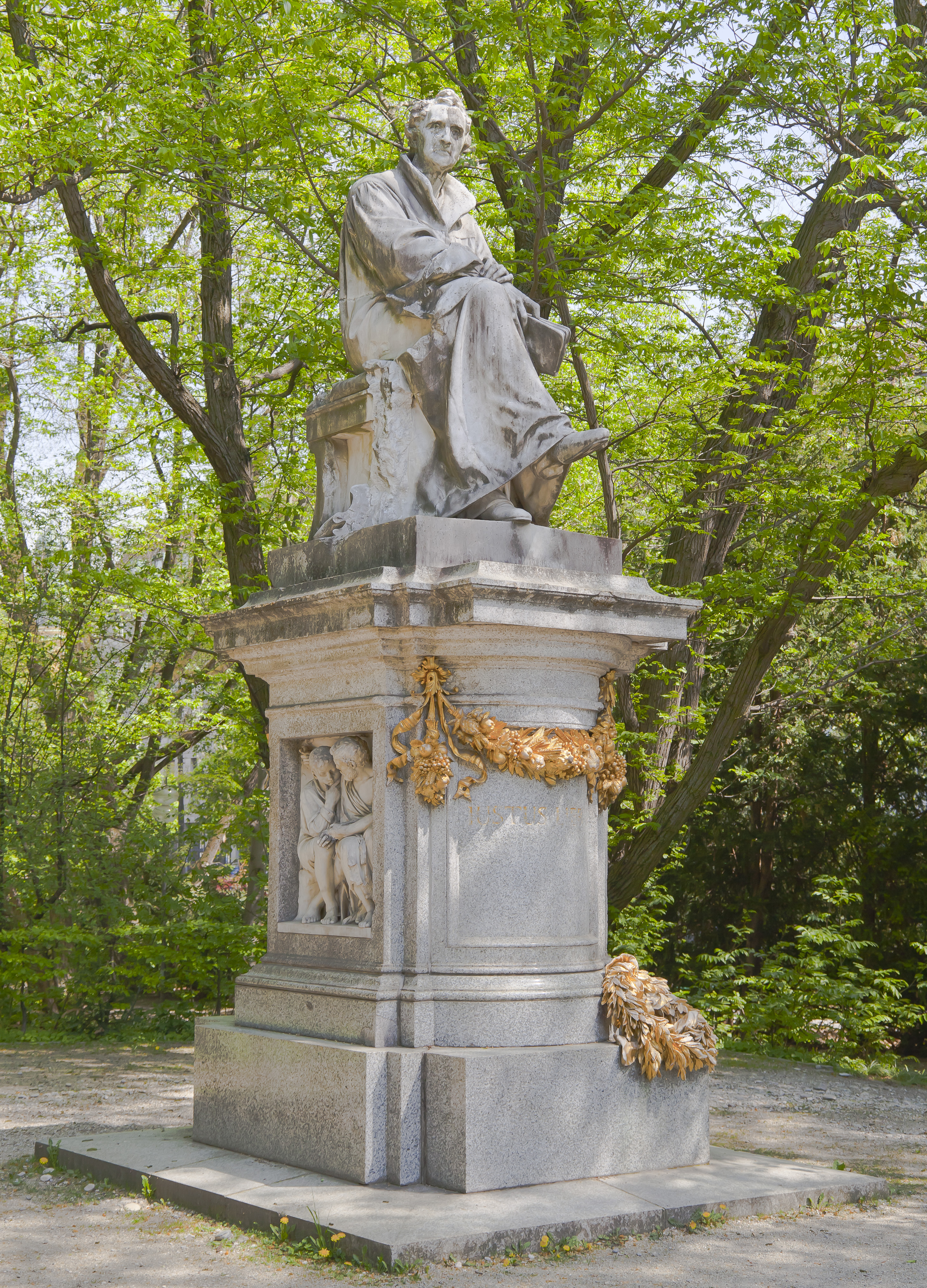
Monumento a Justus von Liebig nella Maximilansplatz, Monaco di Baviera

Espulso dal Gymnasium (Liceo classico) per aver fatto detonare un esplosivo fatto in casa, si fa una prima esperienza come aiutante di un farmacista a Heppenheim. In seguito Liebig studia all'Università di Bonn, ma non giunge a laurearsi, e baserà gran parte della sua formazione accademica unicamente da autodidatta, stando ore e ore a leggere e studiare interi volumi e trattati di chimica a casa e in biblioteca.
All'università conosce Karl Wilhelm Gottlob Kastner, che diverrà l'unico amico e collaboratore fedele nelle sue ricerche. Con questi si trasferirà molto più tardi all'Università di Erlangen, dove solamente nel 1840, ormai già conosciuto, Liebig ottiene un dottorato. Con una borsa di studio del governo dell'Assia può studiare a Parigi dove, in seguito all'interessamento di Alexander von Humboldt, riesce a lavorare nel laboratorio privato di Joseph Louis Gay-Lussac.
Con l'appoggio di von Humboldt ottiene nel 1824 una cattedra di chimica all'Università di Giessen e qui organizza un laboratorio scuola, il primo in Europa. Viene fatto Freiherr, nobile, nel 1845. Nel 1850 sostituisce Leopold Gmelin nella cattedra di chimica dell'Università di Heidelberg. Dal 1852 al 1873 insegna all'Università di Monaco di Baviera.

### Attività di ricerca

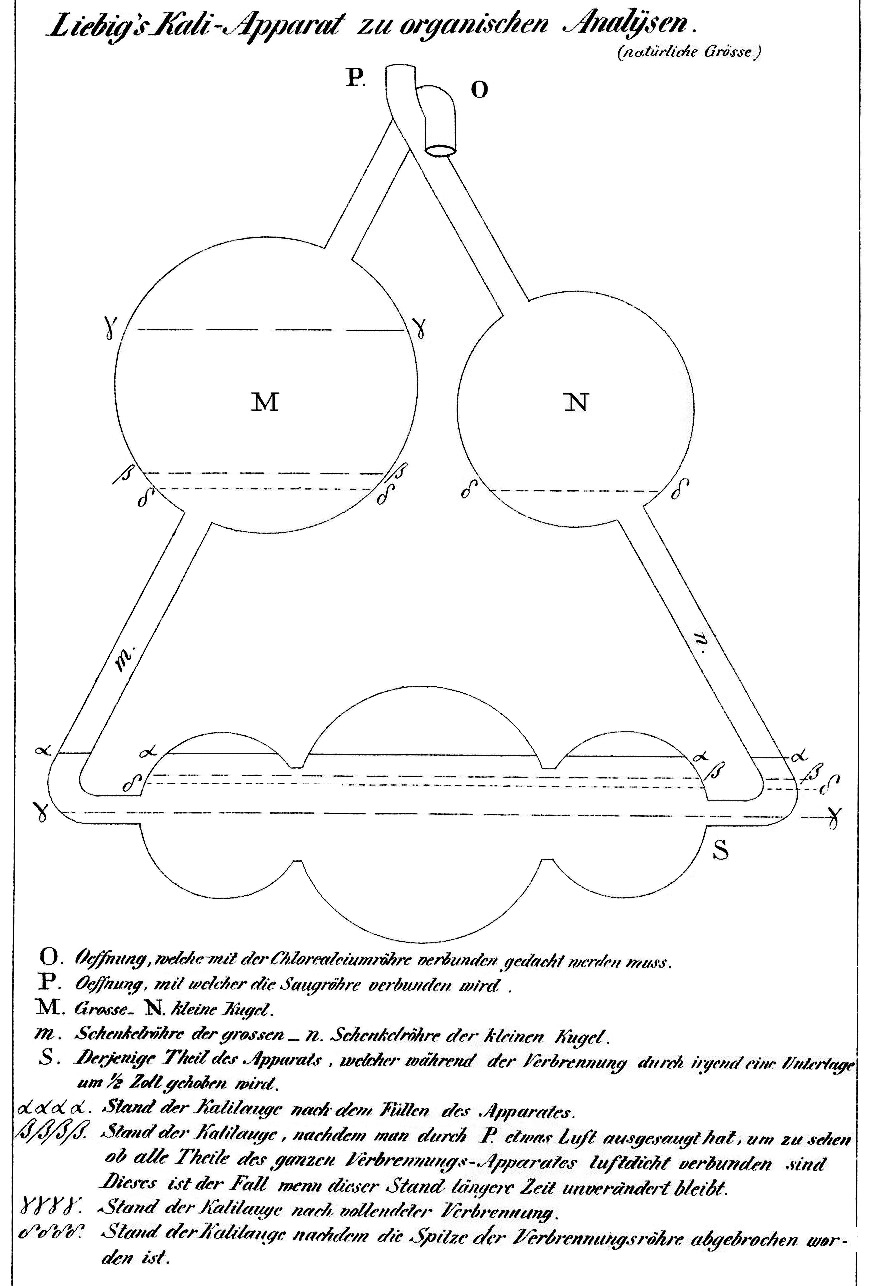
Il Kali-Apparat di Liebig per l'analisi chimica

Liebig migliora l'analisi organica e applica all'agronomia la scoperta del grande biologo elvetico Nicolas-Théodore de Saussure, che ha compreso che le piante si nutrono di anidride carbonica tratta dall'aria e di sostanze minerali prelevate dal suolo. Anche l'azoto è fondamentalmente ricavato, secondo Liebig, dall'atmosfera; questo oggi si sa essere vero solo per le leguminose, non per le altre piante. Il caposaldo della sua teoria agronomica è costituito, comunque, dall'assorbimento dal suolo del fosforo, per lui il più importante degli elementi da restituire al terreno, dato che non gli viene fornito dai fenomeni atmosferici.
Come ha messo in luce Antonio Saltini nelle ultime opere, Liebig converte la propria dottrina del fosforo in dottrina sulla storia delle società umane, che sarebbero tutte destinate al tramonto dopo avere esaurito le riserve di fosforo dei terreni sui quali siano sorte. Spiega in questo modo il collasso della Grecia, di Roma e dell'Impero spagnolo; così, da chimico vestito il manto del profeta, proclama il prossimo tracollo dell'Impero britannico dove, data la diffusione dei water closet, il fosforo degli alimenti viene destinato a disperdersi in mare, come era avvenuto a Roma a causa della Cloaca Massima. Sopravviveranno, secondo la dottrina del tramonto delle civiltà di Liebig, solo il Giappone e la Cina, dove milioni di sudditi solerti vuotano, ogni mattina, i vasi da notte nelle concimaie, dalle quali i contadini porteranno con diligenza il contenuto a concimare le risaie.
Fra le sue scoperte si segnalano anche: un metodo per creare lo specchio depositando una sottile lamina di argento sul vetro; la preparazione artificiale dell'acido tartarico; l'uso dell'ozono per la sbiancatura di tessuti vegetali; la trasformazione rapida dell'alcol etilico in acido acetico; l'individuazione dell'acido ippurico (1829) e la sua formazione artificiale. Liebig ha studiato inoltre gli aromi dei vini: l'ampolla conica da lui introdotta per le attività di laboratorio è ancora nota con il suo nome.
Nel 1865 fonda la compagnia Liebig (Liebigs Fleischextrakt) per produrre l'estratto di carne di sua invenzione, come alternativa economica e nutriente alla carne. Lo stesso von Liebig sceglie di adottare come sistema pubblicitario per promuovere il proprio estratto di carne le famose figurine Liebig, stampate in origine con la tecnica della cromolitografia fino a 12 colori ed emesse per la prima volta nell'anno 1872. Furono proprio queste figurine a dare vita a un grande movimento collezionistico su scala mondiale che a tutt'oggi interessa migliaia e migliaia di collezionisti giovani e meno giovani.
È noto anche per aver formulato la Legge del Minimo, nota anche come Legge di Liebig. Inoltre ha introdotto il metodo omonimo per la determinazione degli ioni cianuro in soluzione, uno dei pochi metodi complessometrici in cui è usato un ligando monodentato. Gli è stata intitolata l'Università di Gießen.

## Onorificenze

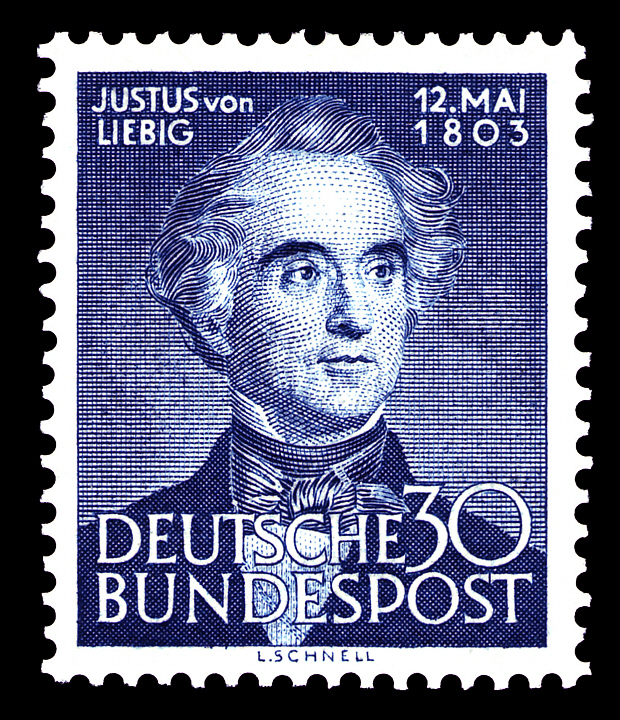
Francobollo delle poste tedesche del 1953

## Opere

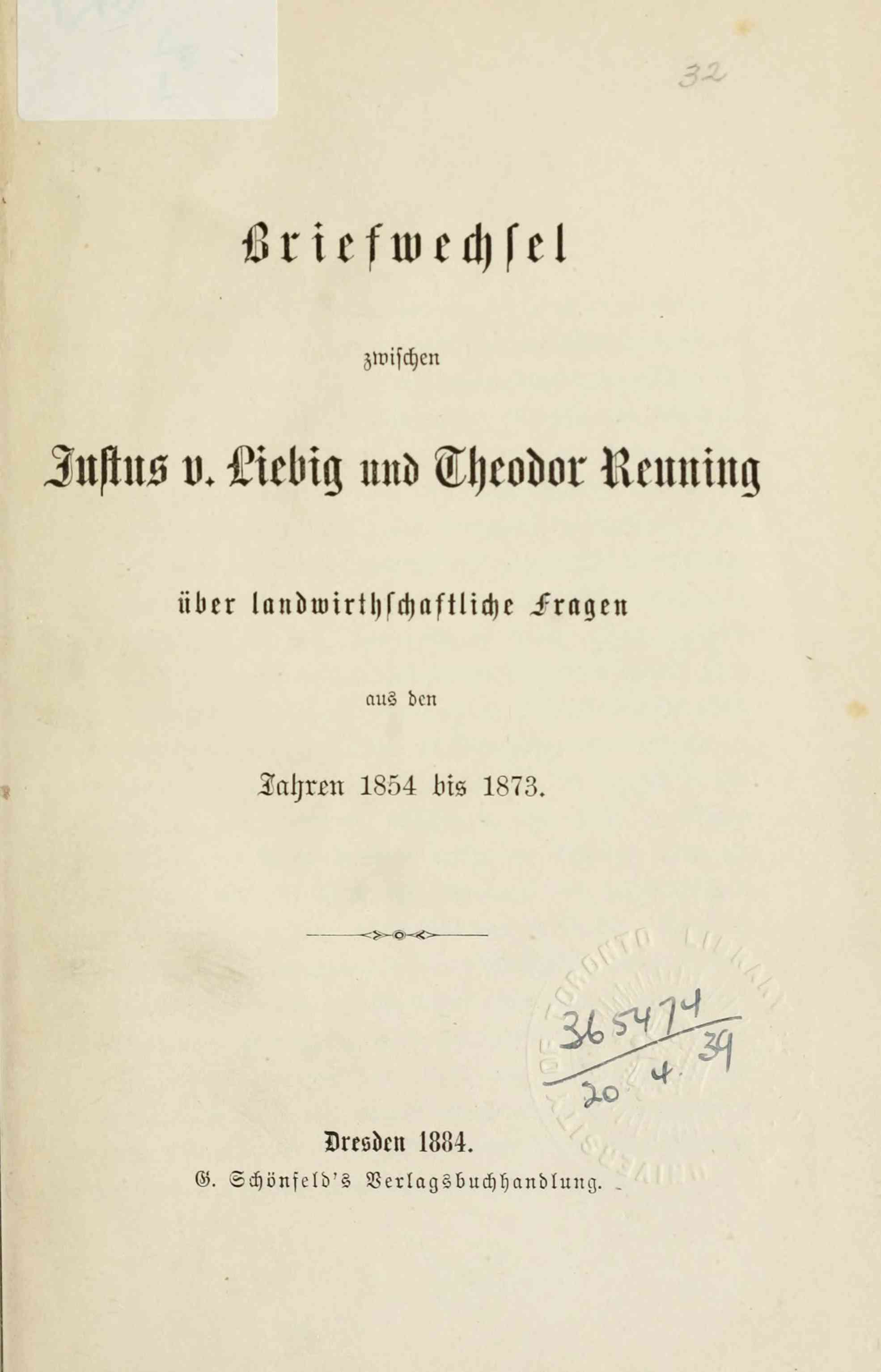
Briefwechsel zwischen Iustus v. Liebig und Theodor Reuning über landwirthschaftliche Fragen, 1884

- (DE) Handwörterbuch der reinen und angewandten Chemie, vol. 1, Braunschweig, Winter, 1857.
- (DE) Handwörterbuch der reinen und angewandten Chemie, vol. 2, Braunschweig, Vieweg und Sohn, 1858.
- (DE) Handwörterbuch der reinen und angewandten Chemie, vol. 3, Braunschweig, Vieweg und Sohn, 1859.
- (DE) Handwörterbuch der reinen und angewandten Chemie, vol. 4, Braunschweig, Vieweg und Sohn, 1862.
- (DE) Handwörterbuch der reinen und angewandten Chemie, vol. 5, Braunschweig, Vieweg und Sohn, 1848.
- (DE) Handwörterbuch der reinen und angewandten Chemie, vol. 6, Braunschweig, Vieweg und Sohn, 1849.
- (DE) Handwörterbuch der reinen und angewandten Chemie, vol. 7, Braunschweig, Vieweg und Sohn, 1851.
- (DE) Handwörterbuch der reinen und angewandten Chemie, vol. 8, Braunschweig, Vieweg und Sohn, 1854.
- (DE) Handwörterbuch der reinen und angewandten Chemie, vol. 9, Braunschweig, Vieweg und Sohn, 1859.
- (DE) Handwörterbuch der reinen und angewandten Chemie, vol. 10, Braunschweig, Vieweg und Sohn, 1861.
- (DE) Handwörterbuch der reinen und angewandten Chemie, vol. 11, Braunschweig, Vieweg und Sohn, 1864.
- (DE) Chemische Briefe, vol. 1, Leipzig, Schönfeld, 1859.
- (DE) Chemische Briefe, vol. 2, Leipzig, Winter, 1859.
- (DE) Induction und Deduction, München, Verlag der königlich Akademie, 1865.
- Chemische briefe, Napoli, 1868.
- (DE) Briefwechsel zwischen Iustus v. Liebig und Theodor Reuning über landwirthschaftliche Fragen, Dresden, Schönfeld, 1884.